# ゴルフダイジェスト (アメリカ合衆国の雑誌)
ゴルフダイジェスト（Golf Digest）は、アメリカ合衆国で発行されているゴルフに関する月刊誌である。2019年からはディスカバリー社のディスカバリー・ゴルフ部門が発行している。
レクリエーションゴルフと男女のプロゴルフをカバーする一般向けゴルフ雑誌である。毎年、"The World's 100 Greatest Golf Courses"（世界のゴルフ場100選）、"America's 100 Greatest Golf Courses"（アメリカのゴルフ場100選）などを発表している。
日本で同名の雑誌が発行されているが、無関係である。

## 歴史
1950年にシカゴのジョン・F・バーネットが創刊し、1964年にコネチカット州に移った。1969年にニューヨーク・タイムズ・カンパニーに売却され、編集本部もニューヨークに移転した。ニューヨーク・タイムズ社は2001年に雑誌部門をコンデナスト社に売却した。2019年5月13日、同じアドバンス・パブリケーションズ傘下のディスカバリー社は、ゴルフTVとの統合を目指して、コンデナスト社から『ゴルフダイジェスト』を買収した。

## 批判
『ゴルフダイジェスト』では2014年までの6年間、表紙に女性ゴルファーの写真を掲載していなかったが、2014年5月号の表紙に露出の多い衣装を着たモデルのポーリーナ・グレツキーの写真が掲載されたことで、広く批判された。この動きは、全米女子プロゴルフ協会(LPGA)のゴルファーにとって「特に不満」だった。LPGAツアーコミッショナーのマイク・ホワンは、LPGAプレーヤーが表明した懸念を支持する声明を発表した。2014年10月号には、全米女子オープンで優勝したミシェル・ウィーが表紙に登場した。
2016年5月、同誌は再び女性タレントのペイジ・シュピラナックを表紙に起用したが、これはベテランゴルファーのジュリ・インクスターに批判された。